# Grzegorz Sudoł
Grzegorz Arkadiusz Sudoł (Nowa Dęba, 28 agosto 1978) è un marciatore polacco.

## Palmarès
| Anno | Manifestazione    | Sede       | Evento         | Risultato | Prestazione | Note                          |
| ---- | ----------------- | ---------- | -------------- | --------- | ----------- | ----------------------------- |
| 1996 | Mondiali juniores | Sydney     | Marcia 10000 m | 7º        | 42'12"26    |                               |
| 1997 | Europei juniores  | Lubiana    | Marcia 10000 m | 10º       | 44'33"35    |                               |
| 2002 | Europei           | Monaco     | Marcia 50 km   | 10º       | 3h54'35"    |                               |
| 2003 | Mondiali          | Parigi     | Marcia 50 km   | dq        | dq          |                               |
| 2004 | Giochi olimpici   | Atene      | Marcia 50 km   | 7º        | 3h49'09"    | Miglior prestazione personale |
| 2005 | Mondiali          | Helsinki   | Marcia 50 km   | dq        | dq          |                               |
| 2006 | Europei           | Göteborg   | Marcia 50 km   | 10º       | 3h53'33"    |                               |
| 2007 | Mondiali          | Ōsaka      | Marcia 50 km   | 21º       | 4h07'48"    |                               |
| 2008 | Giochi olimpici   | Pechino    | Marcia 50 km   | 9º        | 3h47'18"    |                               |
| 2009 | Mondiali          | Berlino    | Marcia 50 km   | Bronzo    | 3h42'34"    | Miglior prestazione personale |
| 2010 | Europei           | Barcellona | Marcia 50 km   | Argento   | 3h42'24"    | Miglior prestazione personale |
| 2011 | Mondiali          | Taegu      | Marcia 50 km   | dnf       | dnf         |                               |
| 2012 | Giochi olimpici   | Londra     | Marcia 20 km   | 24º       | 1h22'40"    |                               |
| 2013 | Mondiali          | Mosca      | Marcia 50 km   | 6º        | 3h41'20"    | Miglior prestazione personale |
| 2014 | Europei           | Zurigo     | Marcia 50 km   | dnf       | dnf         |                               |